# Kyle McLaren
Kyle Edgar McLaren (* 18. Juni 1977 in Coaldale, Alberta) ist ein ehemaliger kanadischer Eishockeyspieler, der im Verlauf seiner aktiven Karriere zwischen 1993 und 2009 unter anderem 789 Spiele für die Boston Bruins und San Jose Sharks in der National Hockey League auf der Position des Verteidigers bestritten hat. Im Jahr 1996 wurde McLaren ins NHL All-Rookie Team gewählt.

## Karriere
McLaren begann seine Juniorenkarriere 1993 in der Western Hockey League bei den Tacoma Rockets. Nach einer durchwachsenen Rookiesaison steigerte sich der Defensiv-Verteidiger in seiner zweiten und letzten Spielzeit, was dazu führte, dass er im NHL Entry Draft 1995 in der ersten Runde an neunter Stelle von den Boston Bruins ausgewählt wurde.

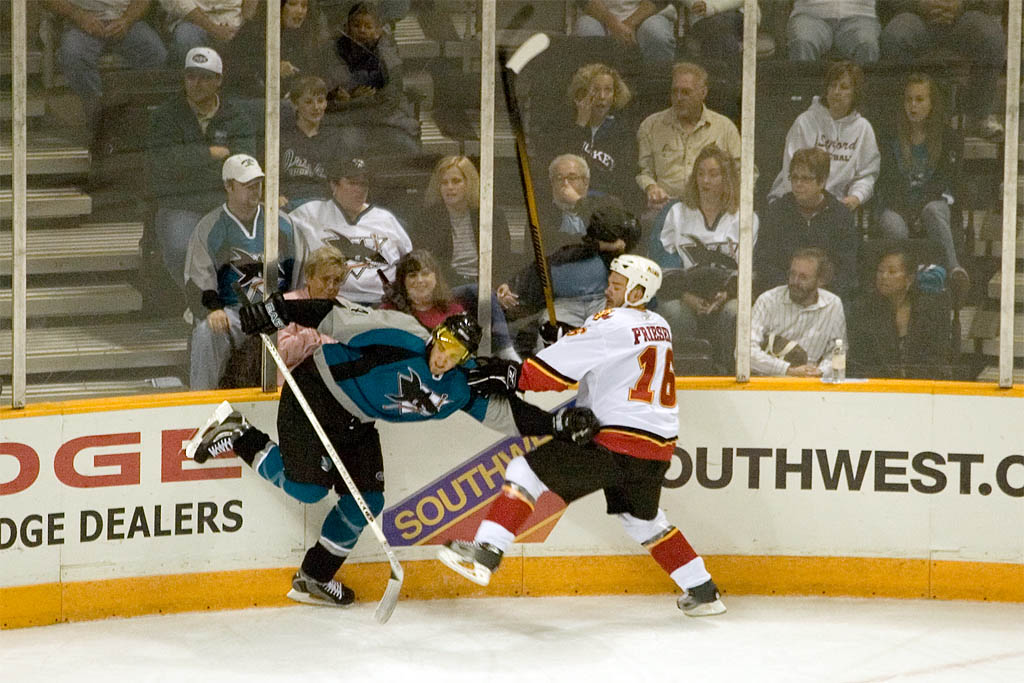
McLaren (links) im Duell mit Jeff Friesen von den Calgary Flames

Auf Anhieb schaffte der Kanadier zur Saison 1995/96 den Sprung in den Stammkader der Bruins und blieb diesen in den folgenden sieben Jahren treu. Gleich in seiner NHL-Rookiesaison beriefen ihn die Offiziellen aufgrund seiner Leistungen ins All-Rookie Team der Liga. Ausschlaggebend war dabei vor allem, dass er die Spielzeit mit einem Wert von +16 in der Plus/Minus-Statistik beendet hatte. Sein an Punkten gemessen bestes Jahr in Boston hatte er in der Saison 1997/98, als er in 66 Spielen 25 Punkte erzielte, im Jahr darauf waren es 24 Punkte in lediglich 52 Spielen. Nachdem McLaren in der Spielzeit 2001/02 wegen einer Brust- und Handgelenksverletzung lange ausgefallen war und nur 38 Spiele bestritten hatte, bot ihm das Management der Boston Bruins in der Sommerpause eine Vertragsverlängerung zu deutlich schlechteren Konditionen als zuvor an. Der Verteidiger, der sich damit nicht zufrieden zeigte, verweigerte in der Folge weiterhin für die Bruins zu spielen und erwirkte im Januar 2003 einen Transfer zu den San Jose Sharks, die im Gegenzug Jeff Jillson und Jeff Hackett nach Boston abgaben. Bei den San Jose Sharks entwickelte sich McLaren, neben Scott Hannan, schnell zur Führungspersönlichkeit in der mit jungen Spielern gespickten Defensive des Teams. Auch in seiner Offensivproduktion konnte er nach anfänglichen Problemen wieder an die besten Zeiten aus Boston anknüpfen. In der Spielzeit 2007/08 limitierten zahlreiche Verletzungen und Knieprobleme jedoch seine Einsatzzeiten. Während dieser Zeit füllten die anderen defensiv ausgerichteten Verteidiger im Team McLarens Platz gut aus, wodurch er zeitweise seinen Stammplatz im Defensivverbund verlor.
McLarens Zeit bei den Sharks endete schließlich im Oktober 2008 kurz vor dem Beginn der Spielzeit 2008/09, als er auf die Waiver-Liste gesetzt wurde. Im Sommer hatte San Jose vergeblich versucht, ihn in ein Transfergeschäft einzubinden. Aufgrund diverser Neuverpflichtungen in der Defensive hatten die Sharks keine Verwendung mehr für den verletzungsanfälligen Kanadier, dessen Gehalt dem Verein zudem keinen Spielraum für weitere Transfers ermöglichte. Da ihn innerhalb von 24 Stunden kein Team von der Waiver-Liste verpflichtete, schickten ihn die Verantwortlichen zu den Worcester Sharks, dem Farmteam San Joses, in die American Hockey League. Nachdem McLaren dort den Großteil der Saison verbracht hatte, aber auch verletzungsbedingt ausgefallen war, gelang es dem Management schließlich am 4. März 2009 im Austausch für ein Sechstrunden-Draftrecht in den Philadelphia Flyers einen neuen Arbeitgeber für den Kanadier zu finden. Dort bestand er jedoch nicht den medizinischen Test, woraufhin die Flyers den Transfer annullierten. In der Folge zog sich McLaren aus dem aktiven Profisport zurück.

### International
McLaren spielte bei der Weltmeisterschaft 2001 für sein Heimatland Kanada, mit dem er den fünften Platz erreichte.

## Erfolge und Auszeichnungen
- 1996 NHL All-Rookie Team

## Karrierestatistik

### International
Vertrat Kanada bei:
- Weltmeisterschaft 2001

(Legende zur Spielerstatistik: Sp oder GP = absolvierte Spiele; T oder G = erzielte Tore; V oder A = erzielte Assists; Pkt oder Pts = erzielte Scorerpunkte; SM oder PIM = erhaltene Strafminuten; +/− = Plus/Minus-Bilanz; PP = erzielte Überzahltore; SH = erzielte Unterzahltore; GW = erzielte Siegtore; 1 Play-downs/Relegation; Kursiv: Statistik nicht vollständig)